# Gili Trawangan
Gili Trawangan ist die größte Insel der Gili-Inseln vor der Nordwest-Küste von Lombok, Indonesien, und hat etwa 1800 Einwohner. Die lokale Sprache ist Sasak.
Die Insel ist ein beliebtes Schnorchel- und Tauchziel von Rucksacktouristen, hauptsächlich aus Europa und Australien. Es existieren zahlreiche Homestays (längerfristig vermietete Privatwohnungen) auf der Ostseite der Insel sowie weitläufiger verteilt zahlreiche Luxus-Resorts.
Auf Gili Trawangan gibt es keine motorbetriebenen Fahrzeuge. Das Inselumfeld ist reich an Korallen, in welchen unzählige verschiedene Fischarten vorhanden sind.
Die Einheimischen leben hauptsächlich von Tourismus und Fischfang, wobei der Fischfang – insbesondere das Dynamitfischen – die Korallenriffe teilweise zerstört hat.